# Salomon August Andrée

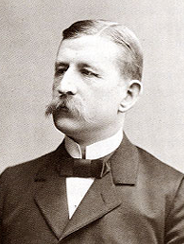
Salomon August Andrée
(1896), Gösta Florman

Salomon August Andrée (Gränna, 18 oktober 1854 - Kvitøya, oktober 1897) was een Zweedse technicus en ballonvaarder, vooral bekend van zijn poging om met een luchtballon de Noordpool te bereiken.
Andrée studeerde techniek aan het technologisch instituut in Stockholm. Hij bezocht ook de Verenigde Staten, waar hij de wereldtentoonstelling in Philadelphia bezocht en van ballonvaarder John Wise de beginselen van de ballonvaart leerde. Onder zijn diverse werkzaamheid was een verblijf van 1 jaar (1882-1883) op Spitsbergen, waar hij lid was van een geofysische expeditie onder leiding van Nils Gustaf Ekholm, waar hij de elektriciteit in de atmosfeer onderzocht. Vanaf 1884 was hij in dienst van het Zweedse patentbureau.
Andrée ging zich meer en meer met luchtballonnen bezighouden. Hij bestudeerde de aerodynamica van ballonvluchten bij Georges Besançon, en in 1892 ondernam hij met de Noor Frans Frandsen (in Noorwegen bekend als Francesco Alexandro Cetti) zijn eerste ballonvlucht. De volgende jaren maakte hij met een eigen ballon, de Svea, negen ballonvluchten. Hij maakte enkele oversteken van de Oostzee, bereikte 5 kilometer hoogte en maakte zijn ballon in enige mate bestuurbaar.

## Expeditie per luchtballon naar de Noordpool

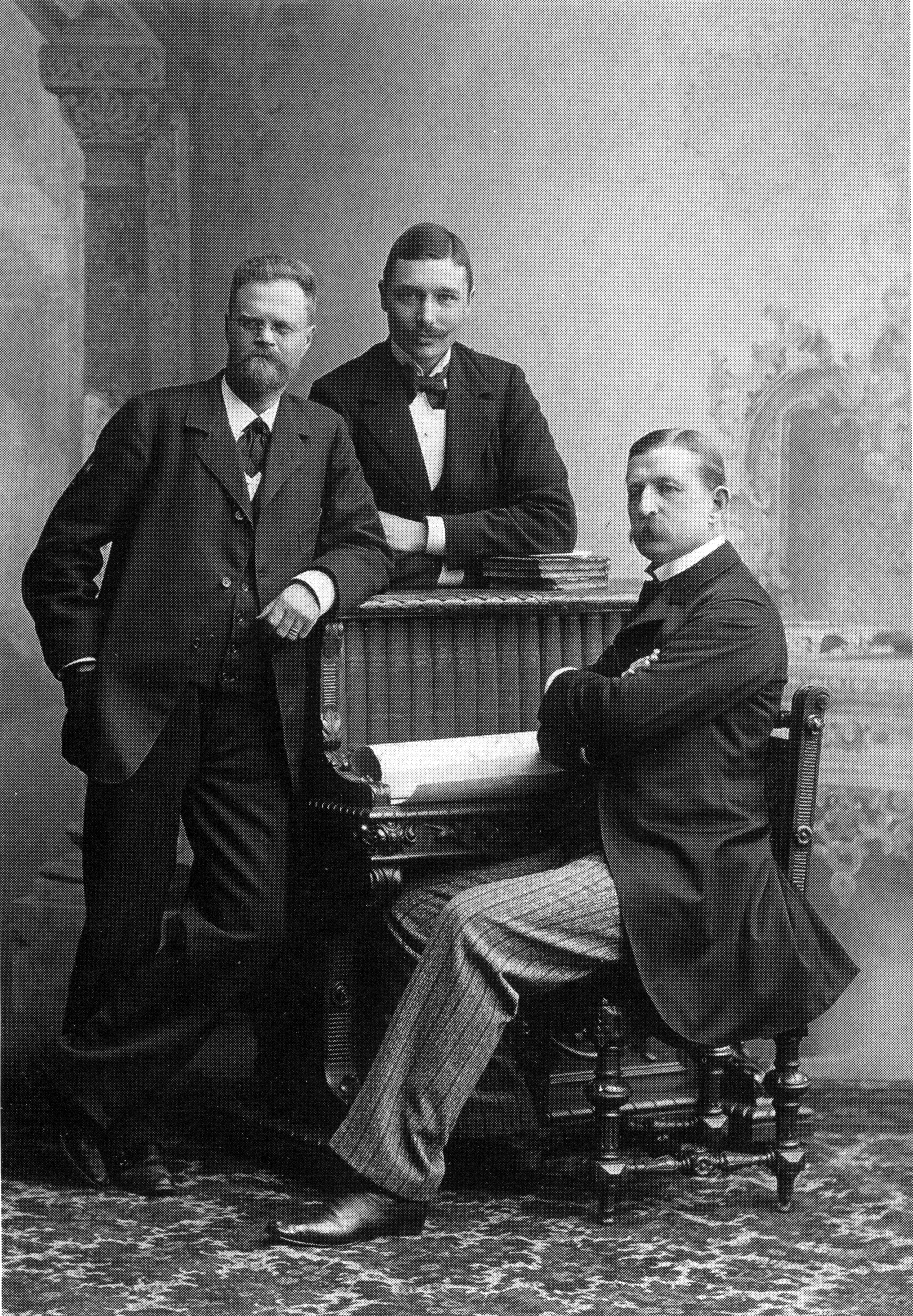
De expeditieleden
Van links naar rechts, Nils Gustaf Ekholm, Nils Strindberg, S. A. Andrée
(1896)

Hij vatte het plan op om met een luchtballon vanaf Spitsbergen via de Noordpool naar Alaska te vliegen. In Zweden was men enthousiast over zijn plan, maar in het buitenland was men sceptischer: het plan had een constant gunstige wind nodig, de ballon moest een recordtijd in de lucht blijven en ijsvorming zou de ballon verzwaren.

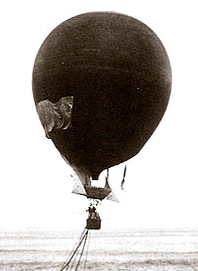
Örnen

De ballon, 29 meter hoog, 20 meter in diameter en met een volume van bijna 5000 m³ die gevuld zou worden met waterstofgas, werd gebouwd door Henri Lachambre in Parijs. Zijn naam was Örnen (adelaar). In juni 1896 landde Andrée op Spitsbergen, samen met meteoroloog Nils Eckholm en fysicus Nils Strindberg. Hij bleef daar tot augustus, maar kwam niet tot vertrek omdat de wind constant uit het noorden kwam.
De kranten keerden zich tegen hem, maar Alfred Nobel, zijn voornaamste geldschieter, was bereid een tweede expeditie te financieren. De ballon werd nog vergroot, maar Eckholm trok zich terug, en werd vervangen door Knut Frænkel. Op 30 mei 1897 lag de expeditie klaar in de haven van Danskøya, Spitsbergen. Op 11 juli vertrokken de drie mannen, maar al bij het vertrek ging het mis: drie van de touwen die dienden om de vlieghoogte en -richting te regelen gingen verloren, en om te voorkomen dat men meteen al in zee stortte moest er een grote hoeveelheid ballast worden geloosd. Op 15 juli werd een postduif gevonden met het bericht dat de expeditie 82°2' NB had bereikt, maar daarna werd er niets meer van de expeditie vernomen.

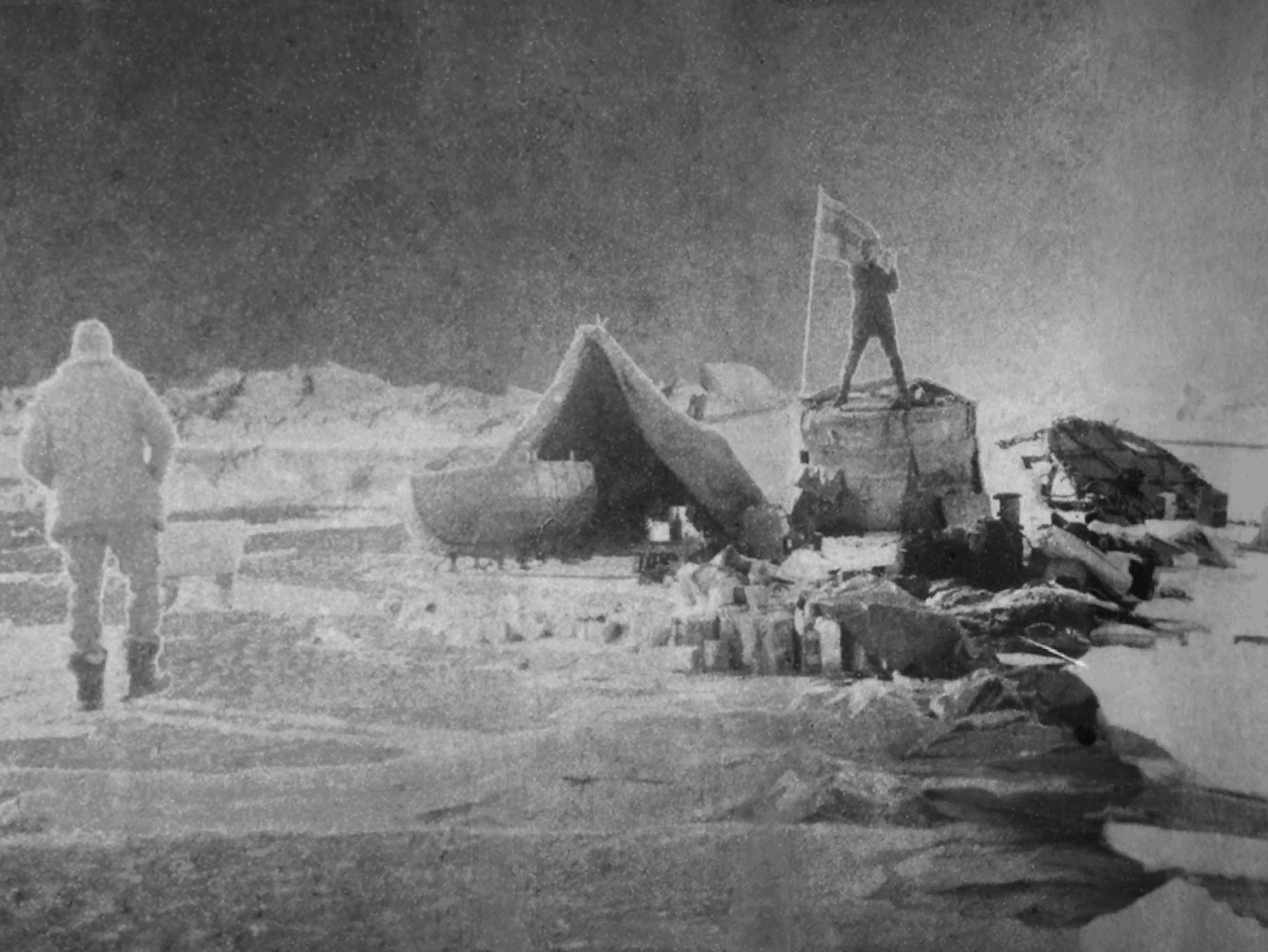
De ballonvaarders na het neerstorten
(1897), Nils Strindberg

Het duurde tot 1930 voor het lot van de expeditie duidelijk werd. Toen werd bij het weinig bezochte Kvitøya ten oosten van Spitsbergen een boot gevonden, met daarbij de lijken van de drie mannen, alsook logboeken, dagboeken en de onontwikkelde foto's van de tocht.
Hieruit werd duidelijk hoe de tocht verder was gegaan: de wind dreef de ballon in ongewenste richtingen, eerst west, daarna oost. Er vormde zich, mede doordat de ballon hoger vloog dan gepland, ijs aan de ballon, en deze verloor gas, waardoor men hoogte verloor. Zo veel mogelijk ballast werd afgeworpen, maar uiteindelijk kwam de ballon op 14 juli op 82°56' NB, 29°52' OL op het ijs tot stilstand. Met sleden en een boot trachtten ze eerst Frans Jozefland te bereiken, en toen dat wegens westwaartse drift van het ijs onmogelijk bleek, Spitsbergen. Ze bereikten begin oktober het eiland Kvitøya, maar kwamen daar om. Strindberg stierf als eerste. De laatste dagboekaantekening is gedateerd 17 oktober. De exacte doodsoorzaak is onbekend. Koolstofmonoxidevergiftiging, trichinose en simpelweg de kou en uitputting worden het meeste genoemd.